# Une vie secrète (film, 2019)
Pour plus de détails, voir Fiche technique et Distribution.
Une vie secrète (La trinchera infinita, littéralement La tranchée infinie) est un film franco-espagnol réalisé par Aitor Arregi (es), Jon Garaño et Jose Mari Goenaga (eu), sorti en 2019.
Il est sélectionné en compétition officielle au Festival international du film de Saint-Sébastien 2019 où il remporte la Coquille d'argent de la meilleure réalisation et le prix du jury pour le meilleur scénario.

## Synopsis
Espagne 1936. Higinio Blanco, tailleur et conseiller municipal, vient d'épouser Rosa. Il est partisan républicain et quand les troupes de Franco se rapprochent de sa ville, il sait que sa vie est menacée. Effectivement, il est raflé par les phalangistes mais parvient à s'évader. Dès lors, il décide d'un commun accord avec Rosa de se réfugier dans la maison dont elle a hérité et de ne plus en sortir tant que le dictateur sera en place. Le couple y restera cloîtré pendant trente-trois ans.

## Fiche technique
- Titre original : La trinchera infinita
- Titre français : Une vie secrète
- Réalisation : Aitor Arregi (es), Jon Garaño et Jose Mari Goenaga (eu)
- Scénario : Luiso Berdejo (ca) et Jose Mari Goenaga
- Décors: Gigia Pellegrini et Mikel Serrano
- Costumes : Lourdes Fuentes et Saioa Lara
- Photographie : Javier Agirre (es)
- Montage : Laurent Dufreche et Raúl López
- Musique : Pascal Gaigne (ca)
- Son : Iñaki Diez
- Sociétés de production : Manny Films, Irusoin, La Trinchera Film AIE
- Sociétés de distribution : eOne Entertainment España (Espagne), Épicentre Films (France)
- Pays d'origine :  Espagne -  France
- Format : couleur — 35 mm — Dolby
- Genre : drame
- Durée : 147 minutes
- Dates de sortie :
  - Espagne : 22 septembre 2019 (Festival international du film de Saint-Sébastien 2019); 31 octobre 2019 (sortie nationale)
  - France : décembre 2019 (Les Arcs Film Festival) ; 28 octobre 2020 (sortie nationale)

## Distribution
- Antonio de la Torre : Higinio Blanco
- Belén Cuesta : Rosa Blanco
- Vicente Vergara : Gonzalo
- José Manuel Poga : Rodrigo
- Emilio Palacios (fi) : Jaime
- Nacho Fortes : Enrique
- Marco Cáceres (es) : Juan
- Joaquín Gómez : Blanco, le père d'Higinio
- Esperanza Guardado (es) : Mari Carmen
- Antonio Romero : Fede
- Óscar Corrales : Damián
- Enrique Asenjo : Emilio
- Arturo Vargas : l'amant du facteur
- Estefanía Rueda : Isabel
- Iñigo Núñez : Martín

## Sortie

### Accueil critique
En France, le site Allociné recense une moyenne des critiques presse de 3,4/5.

## Distinctions

### Récompenses
- Festival international du film de Saint-Sébastien 2019 : Coquille d'argent de la meilleure réalisation et prix du jury pour le meilleur scénario[2],[3]
- Goyas 2020[4] : 
  - Meilleure actrice pour Belén Cuesta
  - Meilleur son
- Prix du cinéma européen 2020 : Meilleur maquillage et coiffure[5]

### Nominations
- Goyas 2020 : 
  - Meilleur film
  - Meilleur réalisateur
  - Meilleur acteur pour Antonio de la Torre
  - Meilleur espoir masculin pour Vicente Vergara
  - Meilleur scénario original
  - Meilleure direction de production
  - Meilleur montage
  - Meilleure musique originale
  - Meilleure photographie
  - Meilleure photographie
  - Meilleurs costumes
  - Meilleurs maquillages et coiffures
  - Meilleurs effets spéciaux